# تلال النصلة
تلال النصلة أحد المعالم الطبيعية في محافظة الأحساء في المنطقة الشرقية في المملكة العربية السعودية.

## الموقع
تقع تلال النصلة جنوب غرب مدينة الطرف، وشمال غرب جبل الأربع، وشمال جبل دخنة، وتوجد بالقرب من قصر المجصة. وفي شرق التل يقع ميدان الفروسية واصطبلات الخيول.

## الوصف
توجد في الموقع هضبة عالية تحيط بها الرمال من ثلاث جهات عدا جهة الجنوب، ويتميز الموقع بارتفاع عال، وترتفع التلال إلي أكثر من 45 مترًا تقريبًا عن سطح الأرض.

## محتويات
تعد تلال النصلة من المواقع الأثرية، حيث توجد بها آثار بعض المنازل المدفونة بفعل الرمال، وبعض الأواني الفخارية. تلة النصلة مستديرة الشكل قطرها 20 مترًا تقريبًا، وكانت تستخدم في أغراض حربية، وتستخدم كبرج للمراقبة في عهد الدولة العثمانية، ويوجد حصن مبني في قمة تلة النصلة من الطين، حيث يصعب الوصول إلي قمة التل.

## السياحة
تعتبر الهضبة أو التل مخيمًا لهواة التطعيس في فصل الربيع، وتعتبر مقصد للعائلات للزيارات.

## أبراج المراقبة
بنيت الهضبة علي جبل النصية كبرج مراقبة لجميع الكائنات الحية، حيث كان يوجد محمية طبيعية بالقرب من جبل النصلة وعرقت المنطقة بمحمية الأحساء أو محمية ابن جلوي.

## المبني
يوجد في قمة الهضبة مبني مكون من غرفة واحدة من أربع جدران وبدون سقف حاليًا، ويعتبر المبني مميز مع مبني جبل أبو حصيص.